# Celles-et-Roquadet-Paroixe
Pour les articles homonymes, voir Celles.
Celles-et-Roquadet-Paroixe est une ancienne commune de Lot-et-Garonne. Créée vers 1790, elle est issue de la fusion des communes de Celles et Roquadet. Il semblerait également que Lougratte, aujourd'hui indépendante, ait fait partie de la commune. Vers 1806, Celles-et-Roquadet-Paroixe est dissoute et rattachée à Castillonnès, à l'exception du hameau de Roquadet, rattaché à Lougratte[réf. nécessaire].